# Starrsätters gruvor

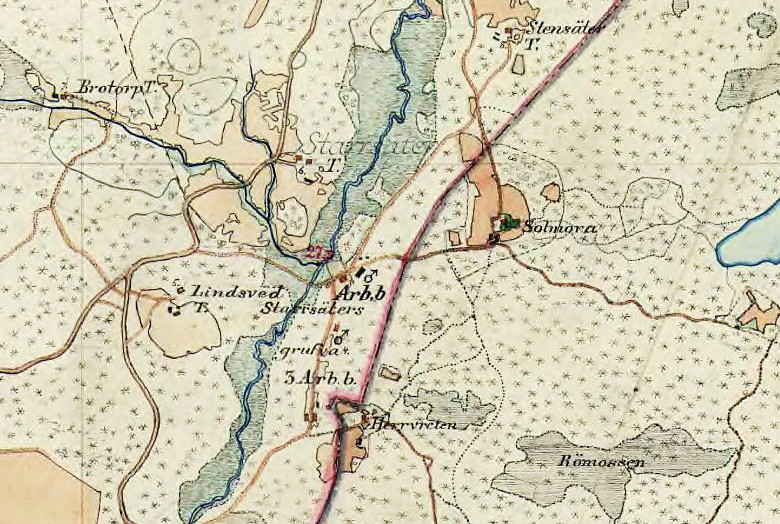
Starrsätters gruva på Häradsekonomiska kartan från 1890-talet.

Starrsätters gruvor är ett nedlagt gruvområde i Åkers bergslag i Flens kommun, Södermanland. Fyndigheten för järnmalm låg ungefär mittemellan sjöarna Dunkern och Morasjön och upptäcktes omkring 1625. Gruvdriften pågick till 1883.

## Historik
Det var troligen den tyske ingenjörsofficeren Georg Günther Kraill von Bemeberg, generalkvartermästare i den svenska armén, som upptäckte fyndigheten med malm av god kvalitet omkring år 1625. Han utförde då en kartering av Södermanland på kungligt uppdrag och ägde 1630 den närbelägna Mora gård vid Morasjön. Gruvdriften startade omkring 1630. Malmen gick till en början för vidareförädling till masugnen vid Mora gård. Efter 1637 forslades malmen på den så kallade Malmvägen till den nyanlagda Björndammens masugn, en sträcka på ungefär fem kilometer. Vid Björndammen förvandlades malmen till tackjärn som smiddes ut till stångjärn vid hammarsmedjorna i Stålboga och Nykvarn. Produkten höll hög kvalité och gick till Åkers styckebruk men även på export till Europa.
Vid sidan om Skottvångs gruva utgjorde gruvorna i Starrsätter den rikaste malmfyndigheten i Åkers bergslag. Sin glanstid hade verksamheten vid Starrsätter och Bjöndammen under det fransk-tyska kriget 1870-71. Därefter minskade produktionen och 1883 tog den brytbara malmen slut och Starrsätters gruvor lades ner. Samtidigt betydde det även slutet för Björndammens masugn. De gamla, delvis vattenfyllda gruvhålen vittnar idag om den tidigare verksamheten. Gruvan är ett fornminne med RAÄ-nummer Dunker 140:1.

## Bilder

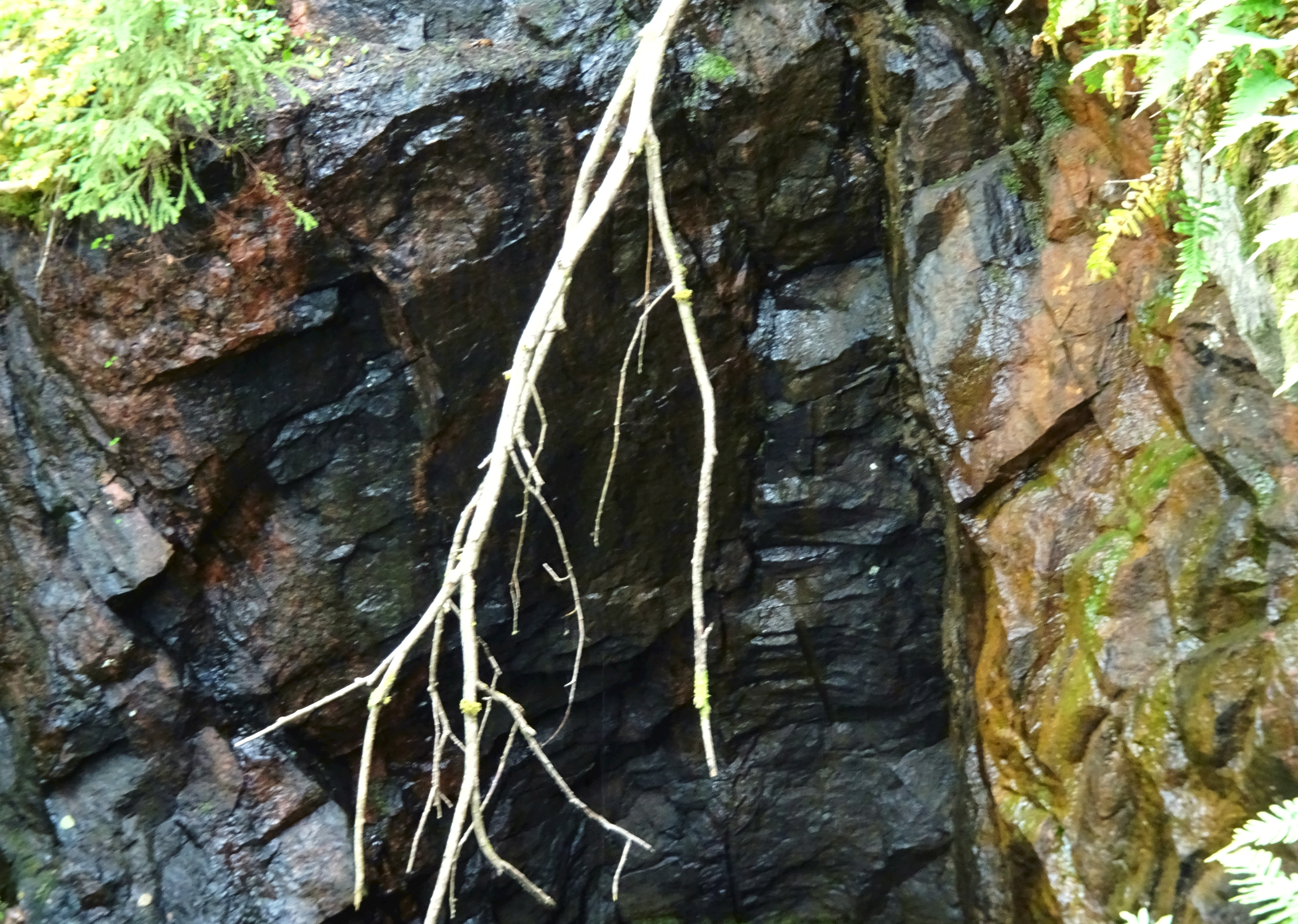
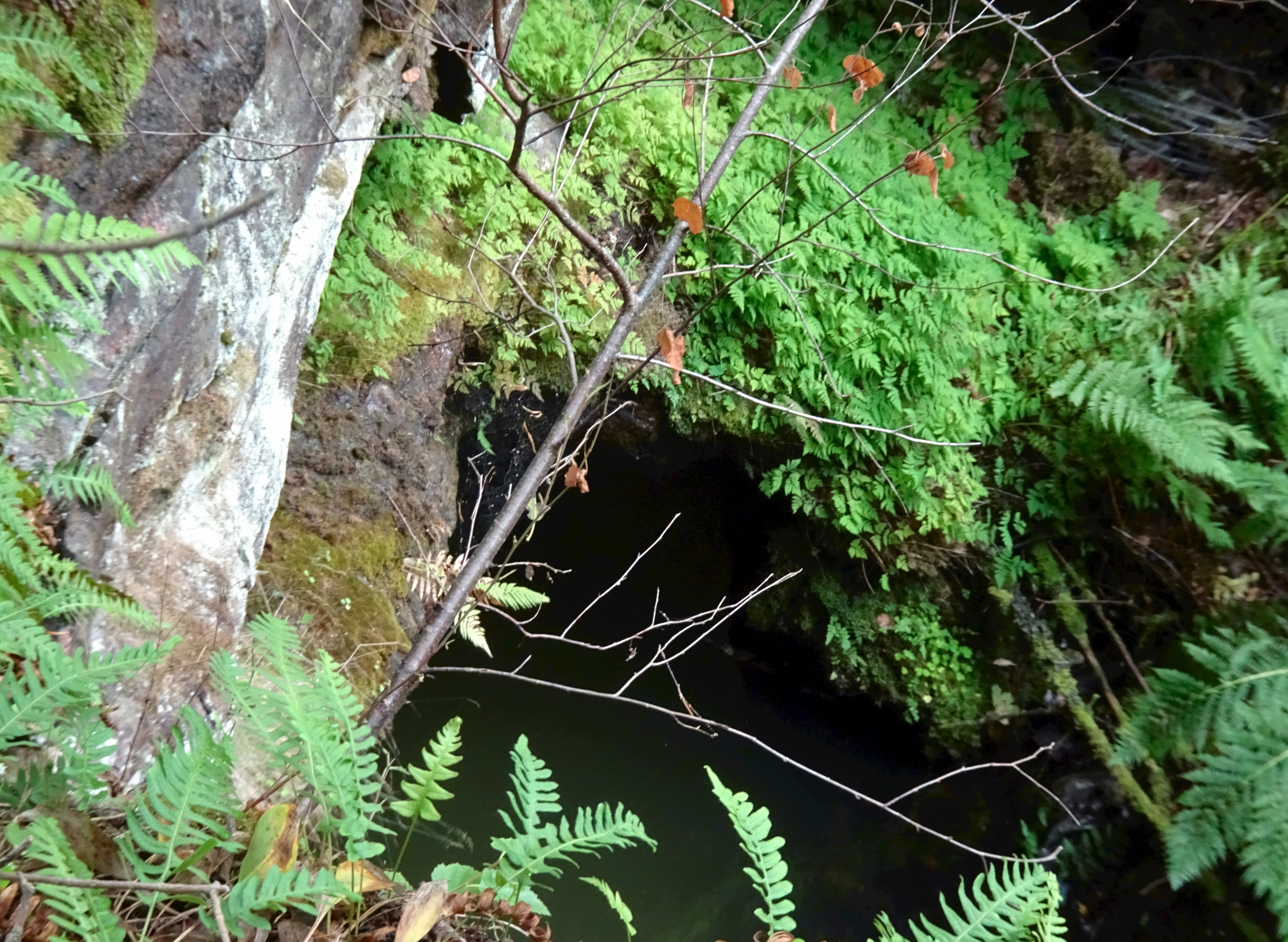
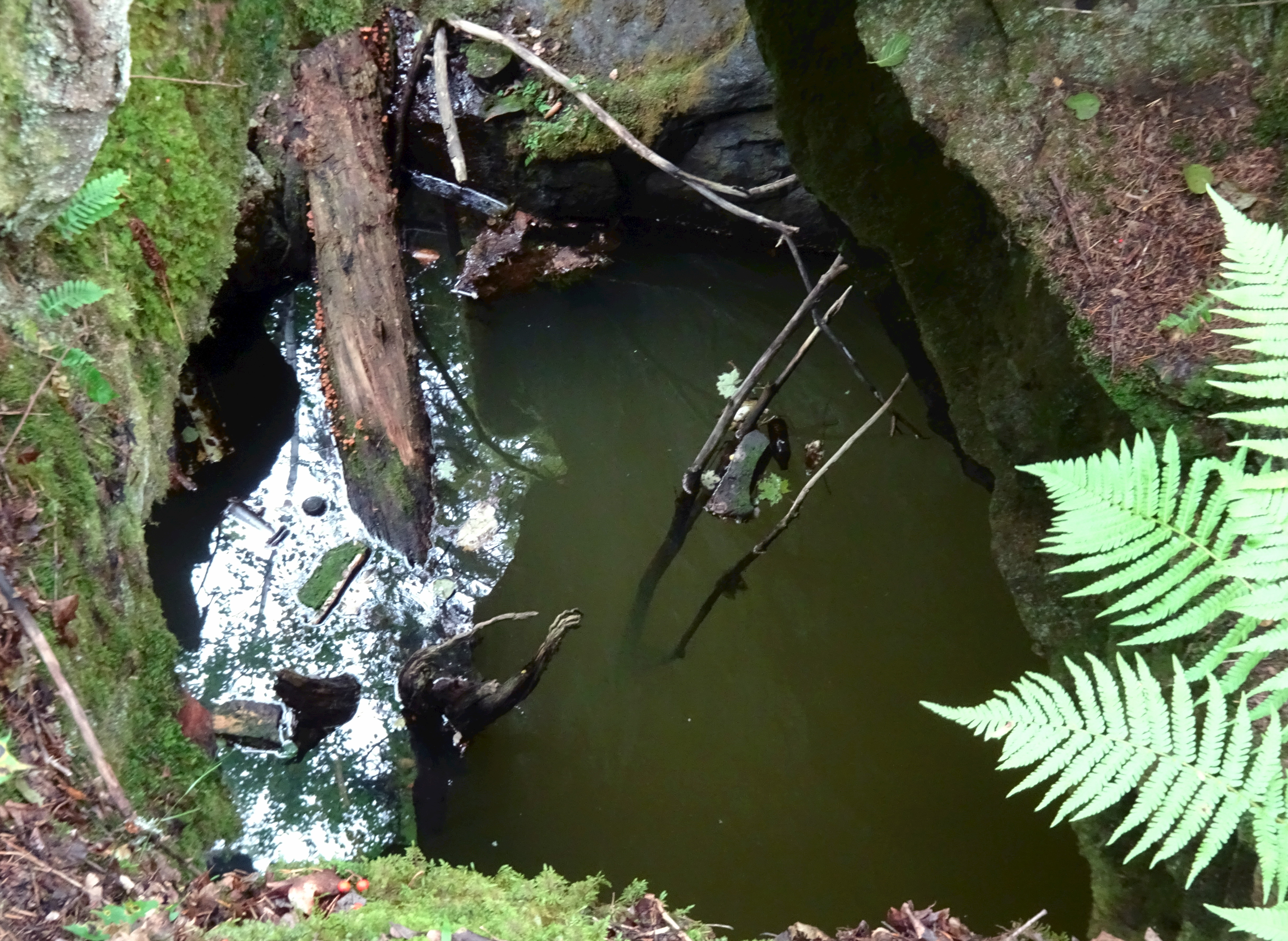
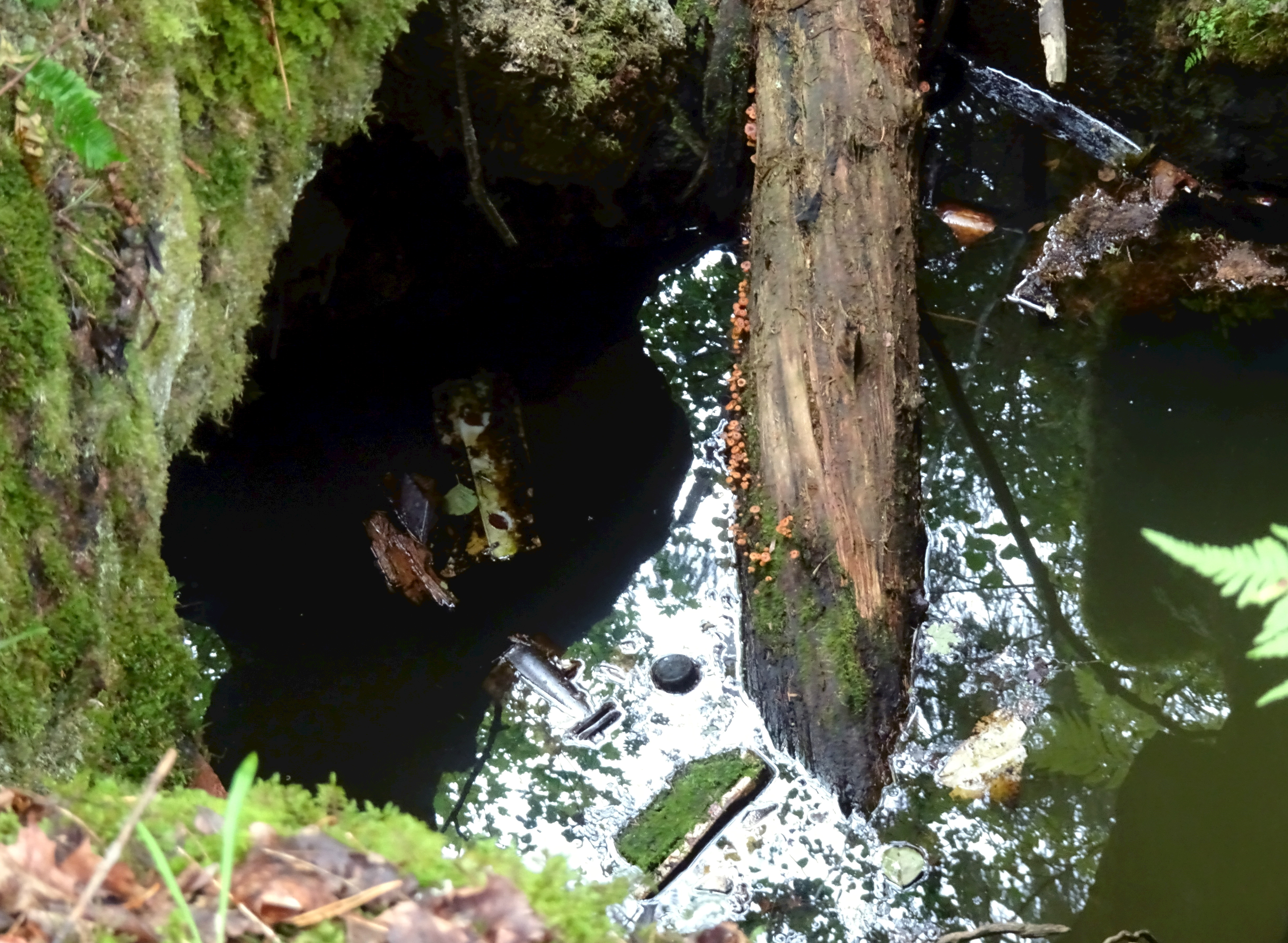

## Fler gruvor i Åkers bergslag
- Bredsjönäsgruvorna
- Knaperhälls gruva
- Skottvångs gruva
- Älgsjöbackens gruva